# Боборыкин, Василий Васильевич
Васи́лий Васи́льевич Боборы́кин (11 апреля 1817—1885) — поручик лейб-гвардии Кирасирского полка, мемуарист, автор воспоминаний о М. Ю. Лермонтове (1885).
Познакомился с Лермонтовым в Школе юнкеров, где учился в 1834—1836 годах. В 1836 году за участие в кутеже и буйное поведение был осуждён и переведён прапорщиком в 6-й Кавказский линейный батальон, после чего ещё дважды встречался с Лермонтовым — в декабре 1837 года во Владикавказе и в 1840 году в Москве.